# Спрэгг, Гарри
Гарри Спрэгг (англ. Harry Spragg; род. 12 декабря 1954 года в Бирмингеме, графство Уэст-Мидлендс) — британский и австралийский конькобежец, специализирующийся в конькобежном спорте и шорт-треке. Двукратный чемпион мира по шорт-треку в эстафете. Серебряный призёр в абсолютном зачёте чемпионата мира в Солихалле.

## Биография
Гарри Спрэгг начал кататься на коньках в возрасте 5 лет, в 1969 году на ледовом катке в Бирмингеме. Он представлял Великобританию на многих международных соревнованиях начиная с юниоров и заканчивая взрослыми. Гарри был двукратным чемпионом Британии в многоборье в закрытых помещениях. Трижды побеждал на дистанциях 400 и 1500 метров. Занял второе место на открытом чемпионате Австралии.
В 1977 году на чемпионате мира в Гренобле по шорт треку вместе с партнёрами по команде выиграл эстафету. А на следующий год в  Солихалле стал серебряным призёром в абсолютном зачёте, заняв вторые места на дистанциях 500, 1500 и в финале на 3000 метров. В эстафете вновь выиграл золото. В Квебеке на мировом первенстве 1979 года была бронза в эстафете и 7 место в общем зачёте. В 1979 году Гарри переезжает в Австралию, в Сидней, что помешало ему участвовать на соревнованиях в США и Италии, так как не получил официально гражданство страны. В 1980 году он выиграл чемпионат Австралии, в августе того года Гарри выиграл чемпионат штата Новый Южный Уэльс, титул которого до этого 13 лет удерживал Джеймс Линч. Гарри Спрэгг являлся членом клуба "Сидней Флайерс", где в предпочтении были спринтерские дистанции. За свою спортивную карьеру он получил несколько серьёзных травм, включая перелом запястья и правой лодыжки и разрыв печени.